# Avignonska stolnica
Avignonska stolnica (francosko Cathédrale Notre-Dame des Doms d'Avignon) je rimskokatoliška cerkev poleg Papeške palače v Avignonu v Franciji. Stolnica je sedež avignonskega nadškofa.
Stolnica je romanska stavba, zgrajena predvsem v drugi polovici 12. stoletja. Zvonik se je podrl leta 1405 in je bil ponovno zgrajen leta 1425. V letih 1670–1672 je bila na novo sezidana in razširjena apsida. To je povzročilo uničenje srednjeveškega križnega hodnika.
Stavba je bila opuščena in je med revolucijo propadala, vendar jo je leta 1822 ponovno posvetil in obnovil nadškof Célestin Dupont v letih 1835–1842. Najpomembnejša značilnost stolnice je pozlačen kip Device Marije na vrhu zvonika, ki je bil postavljen leta 1859. Notranjost vsebuje veliko umetniških del. Najbolj znan med njimi je mavzolej papeža Janeza XXII. (umrl 1334), gotska zgradba iz 14. stoletja. Prestavljen je bil leta 1759, poškodovan med revolucijo in obnovljen na prvotni položaj leta 1840.
Stolnica je bila leta 1840 uvrščena na seznam zgodovinskih spomenikov.
Leta 1995 je bila stolnica skupaj s Papeško palačo in drugimi zgodovinskimi stavbami v središču Avignona vpisana Unescov seznam svetovne dediščine zaradi svoje izjemne arhitekture in njenega pomena v 14. in 15. stoletju.

## Opis
Stolnica je romanska stavba, ki je bila v glavnem zgrajena v 12. stoletju in je bila sprva sestavljena samo iz ladje. Šele v času pontifikata Janeza XXII. v 14. stoletju so stolnico povečali s stranskimi kapelami.
V 17. stoletju so prezbiterij prezidali (1670) in dodali baročno emporo. V prezbiteriju je škofovski prestol iz belega marmorja iz 12. stoletja, na katerem so sedeli tudi papeži. Krasijo jo skulpture simbolov obeh evangelistov Marka in Luke (krilati lev in krilati bik).
Med francosko revolucijo je bila stolnica močno poškodovana in spremenjena v zapor. Prenovili so jo v prvi polovici 19. stoletja na pobudo takratnega nadškofa in poznejšega kardinala Jakoba du Ponta.
Od številnih umetnin v stolnici je mavzolej papeža Janeza XXII. verjetno najpomembnejša. Je mojstrovina gotskega rezbarstva iz 14. stoletja. V isti kapeli je tudi zakladnica, kjer so razstavljene liturgične posode in oblačila, relikviariji in bogoslužni predmeti.
- Kip Marije Magdalene
- Grobnica Benedikta XII.
- Sveti Benezet
- Škofovski prestol
- Vitraj

Najbolj značilen element stolnice je 4,5 tone težak svinčen, pozlačen kip Device Marije, ki se od leta 1859 dviga nad zahodnim stolpom. Vzhodni stolp, ki je danes tudi zvonik, se je podrl leta 1405, a so ga do leta 1425 ponovno zgradili.
Orgle je leta 1818 izdelal milanski izdelovalec orgel Lodovico Piantanida kot »italijansko glasbilo«. Leta 1860 je graditelj orgel Théodore Puget (Toulouse) naredil nekaj sprememb. Leta 1966 je izdelovalec orgel Alain Sals (Malaucène) orgle obnovil v prvotno stanje. Zadnjo obnovo je leta 2004 izvedlo italijansko orgelsko podjetje Mascioni. Orgle imajo registre na manualu, brez samostojnega pedalnega dela. Je priložen in se upravlja iz manuala.
V zvoniku je karilon s 35 zvonovi in skupno težo 12 ton. Zazvoniti je mogoče s 13 nihajočimi zvonovi. »Bourdon«, največji zvon v stolnici (»Maria de Domnis«), sam tehta 6300 kg. Zvon je iz leta 1854, ulil ga je livar Pierre Pierron (Avignon). Drugi zvonovi so iz leta 1856 (ustanovitelj zvonov Burdin iz Lyona) ter iz let 1979 in 1989, ko je bil ansambel razširjen.

## Druga literatura
- Labande, L.-H. (1906). »L'église Notre-Dame-des-Doms, Avignon: des origines aux XIIIe siècle«. Bulletin archéologique du Comité des travaux historiques et scientifiques (v francoščini). Paris: Imprimerie Nationale. str. 282–365.
- Labande, L.-H. (1910). »Cathédrale Notre-Dame-des-Doms«. Congrès archéologique de France: LXXVIe session tenue à Avignon en 1909 par la Société française pour la conservation des monuments historiques (v francoščini). Zv. 1. Paris: A. Picard. str. 7–17.
- Rouquette, Jean-Maurice (1974). Provence Romane: La Provence Rhodanienne (v francoščini, angleščini in nemščini). Paris: Zodiaque. str. 205–218. OCLC 1036957.